# Bermudy na Mistrzostwach Świata w Lekkoatletyce 2019
Bermudy na Mistrzostwach Świata w Lekkoatletyce 2019 – reprezentacja Bermudów podczas mistrzostw świata w Doha liczyła tylko jednego zawodnika, specjalizującego się w skoku w dal.

## Skład reprezentacji

### Mężczyźni
| Zawodnik     | Konkurencja | Kwalifikacje | Kwalifikacje | Finał | Finał   |
| Zawodnik     | Konkurencja | Wynik        | Pozycja      | Wynik | Pozycja |
| ------------ | ----------- | ------------ | ------------ | ----- | ------- |
| Tyrone Smith | skok w dal  | 7,49 m       | 25.          | NQ    | NQ      |